# Cotobade
Cotobade település Spanyolországban, Pontevedra tartományban. Cotobade Forcarei, A Lama, Ponte Caldelas, Pontevedra, Campo Lameiro és Cerdedo községekkel határos. Lakosainak száma 4290 fő (2016).

## Népesség
A település népessége az elmúlt években az alábbi módon változott:
| Lakosok száma | 4680 | 4644 | 4658 | 4575 | 4517 | 4427 | 4432 | 4359 | 4327 | 4290 |
|               | 2001 | 2004 | 2005 | 2007 | 2008 | 2010 | 2011 | 2013 | 2014 | 2016 |